# Tasman (region)
Tasman (maor. Te Tai-o-Aorere) – region administracyjny na nowozelandzkiej Wyspie Południowej. Populacja wynosi 47 154 osób (2013), a powierzchnia 9 771 km². Głównym miastem jest Richmond.